# متحف المثليين (ألمانيا)
متحف المثليين (بالألمانية: Schwules Museum) هو متحف ومؤسسة بحثية في برلين بألمانيا، يختص بتوثيق وحفظ وعرض تاريخ وثقافة مجتمع الميم. يُعتبر واحدًا من أكبر وأهم المؤسسات من نوعه في العالم، حيث يقدم منظورًا شاملاً للحياة الاجتماعية والفنية والسياسية للمثليين والمثليات والمتحولين جنسيًا وثنائيي الميول (LGBTQ+).

## التاريخ والتأسيس

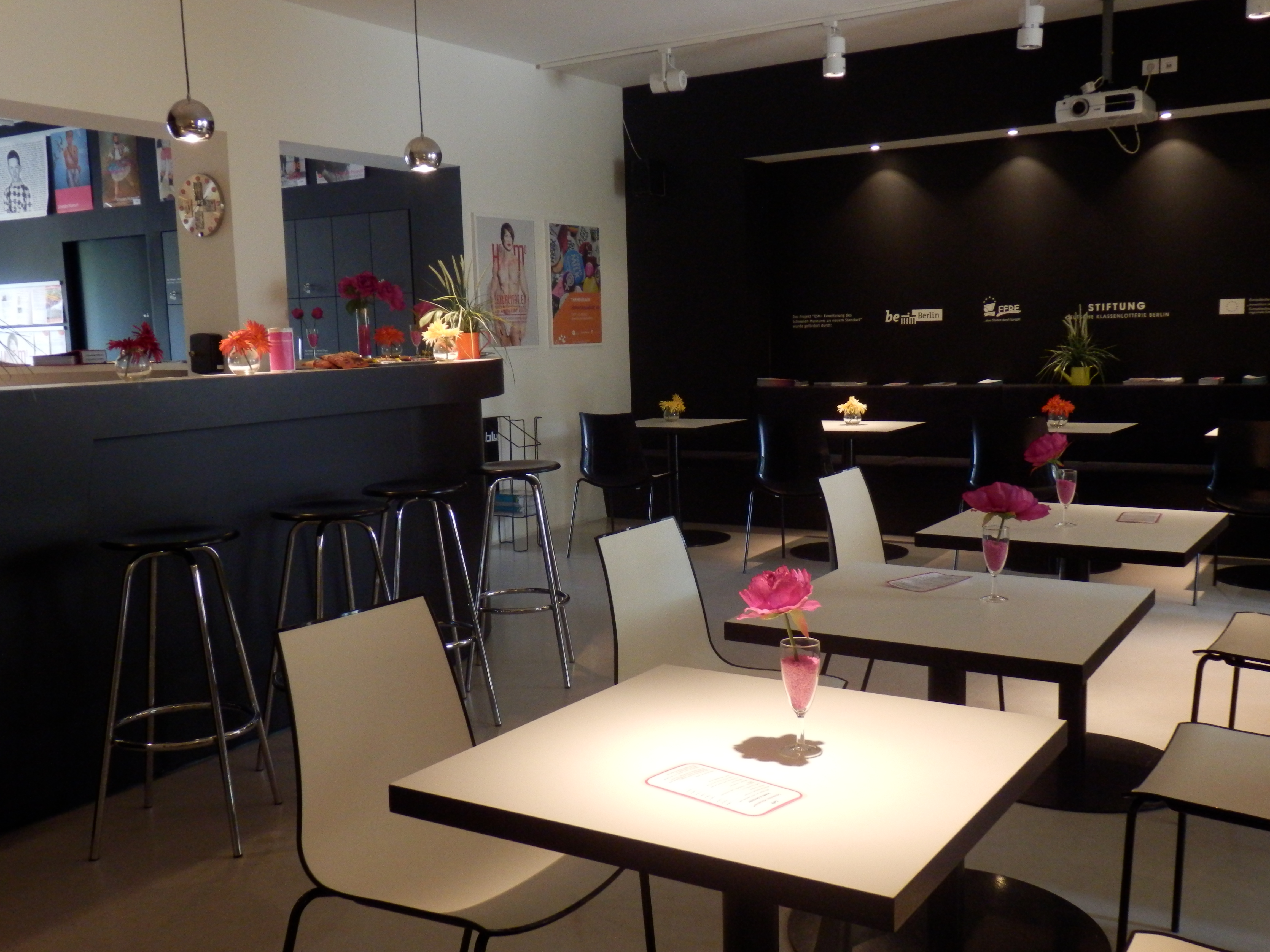
مقهى داخل المتحف بعام 2005.

نشأت فكرة تأسيس المتحف من رحم معرض فني وتاريخي ناجح أُقيم في متحف برلين عام 1984 بعنوان "إلدورادو - تاريخ وحياة وثقافة الرجال المثليين في برلين 1850-1950". أظهر النجاح الكبير للمعرض وجود اهتمام عام ورغبة في توثيق هذا التاريخ المنسي.
بناءً على هذا الزخم، قامت مجموعة من الناشطين والباحثين، من بينهم أندرياس شترنفايلر، وفولفغانغ تايس، ومانفريد باومغارت، بتأسيس جمعية "أصدقاء المتحف المثلي في برلين" في عام 1985. وفي العام نفسه، افتتح المتحف أبوابه رسميًا في مقره الأول بشارع مرينغدام في حي كرويتزبرغ.
في عام 2013، انتقل المتحف إلى مقر أكبر وأكثر حداثة في شارع لوتسوفشتراسه بحي تيرغارتن، مما أتاح له مساحة أوسع لعرض مجموعاته الدائمة واستضافة معارض مؤقتة أكبر حجمًا وتنظيم فعاليات متنوعة.

## المجموعات والأرشيف
يضم المتحف أرشيفًا ومكتبة ذات أهمية عالمية للباحثين في تاريخ مجتمع الميم. تحتوي المجموعات على وثائق تاريخية تمتد من عام 1896 حتى الوقت الحاضر، وتشمل:
- وثائق شخصية: رسائل، يوميات، ومذكرات لأفراد من مجتمع الميم.
- مجموعات فوتوغرافية: صور توثق الحياة اليومية والنشاط السياسي والحياة الليلية.
- أعمال فنية: لوحات ومنحوتات ورسومات لفنانين من مجتمع الميم أو تتناول قضاياه.
- مواد مطبوعة: ملصقات، منشورات، ومجلات تاريخية نادرة.

من أبرز مشاريع المتحف هو مشروع "أرشيف الذكريات الأخرى" (بالألمانية: Archiv der anderen Erinnerungen)، وهو مشروع تاريخ شفوي يهدف إلى تسجيل قصص حياة كبار السن من مجتمع الميم في ألمانيا لضمان عدم ضياع تجاربهم وذكرياتهم.

## المعارض والأنشطة
يقدم المتحف برنامجًا غنيًا من المعارض المؤقتة التي تسلط الضوء على جوانب متنوعة من تاريخ وثقافة مجتمع الميم. لا تقتصر المعارض على التاريخ الألماني فحسب، بل تتناول قضايا عالمية وشخصيات مؤثرة من جميع أنحاء العالم.
من أهم المعارض التي نظمها المتحف كان معرض "المثلية الجنسية_ات" (بالألمانية: Homosexualität_en) عام 2015، والذي تم تنظيمه بالتعاون مع المتحف التاريخي الألماني. يُعد هذا المعرض حدثًا تاريخيًا لكونه أول معرض كبير من نوعه يتناول تاريخ مجتمع الميم في متحف وطني ألماني، وقد ساهم في ترسيخ مكانة المتحف كمؤسسة ثقافية رائدة.
بالإضافة إلى المعارض، ينظم المتحف بانتظام محاضرات وندوات وعروض أفلام، ويعمل كمركز بحثي حيوي للدارسين والطلاب والصحفيين والمهتمين بتاريخ وثقافة مجتمع الميم.

## وصلات خارجية
- الموقع الرسمي